# Oedipoepa bambusalis
Oedipoepa bambusalis är en fjärilsart som beskrevs av John Henry Leech. Oedipoepa bambusalis ingår i släktet Oedipoepa och familjen nattflyn. Inga underarter finns listade i Catalogue of Life.